# بتانژ
بتانژ (به فرانسوی: Bettange) یک کمون در فرانسه است که در Canton of Boulay-Moselle واقع شده‌است.

## خصوصیات
بتانژ ۳٫۷۳ کیلومترمربع مساحت و ۲۱۱ نفر جمعیت دارد و ۲۳۵ متر بالاتر از سطح دریا واقع شده‌است.